# Стандарти за електробезопасност
Стандарти за електробезопасност е система от организационни мерки и технически средства за предотвратяване на вредни и опасни последици за работниците от електрически ток, електрическа дъга, електромагнитно поле и статично електричество.

## История
Стандарти за електробезопасност се развиват спрямо техническия прогрес. През 1989 г. OSHA обнародва много необходимото регулиране в Общите правила за промишлеността. Определени са няколко стандарта за контрол на опасната енергия или блокиране / маркиране. През 1995 г. OSHA постигна успех в обнародването на регламентите за полезност. През 1994 г. са създадени Международната организация за нестопанска цел „Електрическа безопасност“, посветена изключително на насърчаването на електрическата безопасност у дома и на работното място.

## Организации в различните държави
- AS(Australian Standards) – Австралия – AS/NZS 3000:2007,AS/NZS 3012:2010,AS/NZS 3017:2007,AS/NZS 3760:2010,AS/NZS 4836:2011[1]
- – България БДС (Български Държавен Стандарт) – БДС 12.2.096:1986 България[2]
- BNR(Brazilian National Regulation) – NR10 Бразилия[3]
- GB/CCC - Китай GB4943,GB17625,GB9254[4]
- IEEE/TÜV - Германия NSR Niederspannungsrichtlinie 2014/35/EU [5]
- NF(La norme français) C 15 – 100 – Aspects de la norme d’installation électrique Франция[6]
- BS(British standard) – Великобритания[7] BS EN 61439,BS 5266,BS 5839,BS 6423,BS 6626,BS EN 62305,BS EN 60529
- IS(India Standartization) – Индия – IS-5216,IS-5571,IS-6665[8]
- PN(Polska Norma) – Полша – PN-EN 61010-2-201:2013-12E[9]
- ГОСТ – ГОСТ 12.2.007.0 – 75, ГОСТ Р МЭК 61140 – 2000, ГОСТ 12.2.007.0 – 75, ГОСТ Р 52726 – 2007 Русия|[10]
- NFPA,IEEE – САЩ[11]

NFPA 496,NFPA 70

## Електроника и комуникации

### Безопасност на електронните продукти
- ANSI C95.3:1972 – Техники и уреди за измерване на

потенциално опасно електромагнитно излъчване при микровълнови честоти.
- CNC-St2-44.01 V02.1.1 [13]
- NOM-152
- MET MOC 023/96

### Комуникации и стандарти за високи честоти
Малко са въведени стандарти за вредното въздействие от висока честота,  CB-02 Radio Equipment
- ANSI/IEEE 1.2 mW/Cm за антени с обхват 1800 – 2000 MHz.[15]
- Радиокомуникационна безопасност –  ANSI/IEEE C95.1 – 1992[16],  ГОСТ Р 50829 – 95
- Стандарт за безопасност на мобилни комуникации – 73/23/EEC и 91/263/EEC[17]